# Establo Tagonoura (2013)

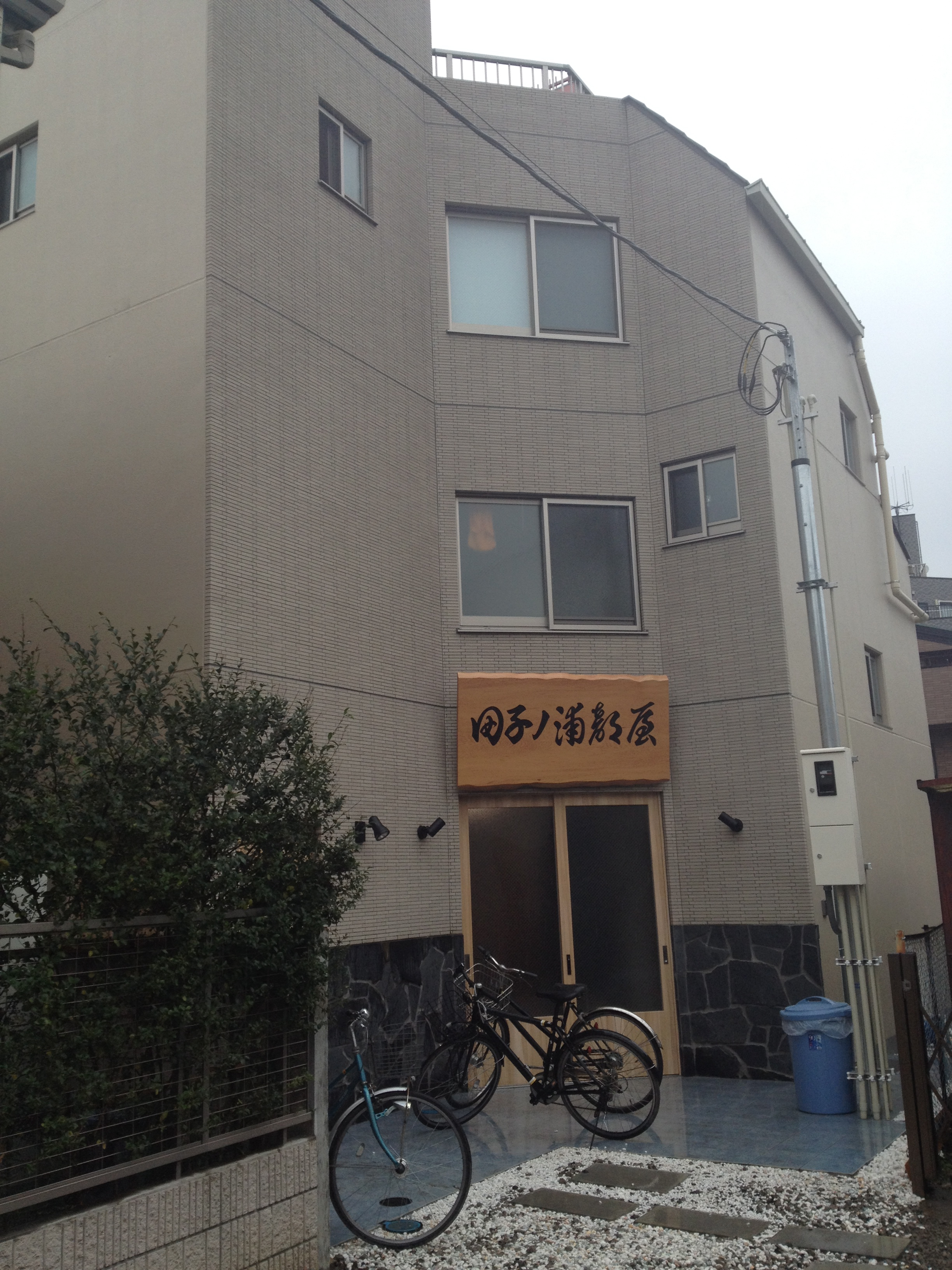
Fachada exterior del Establo Tagonoura (2013)

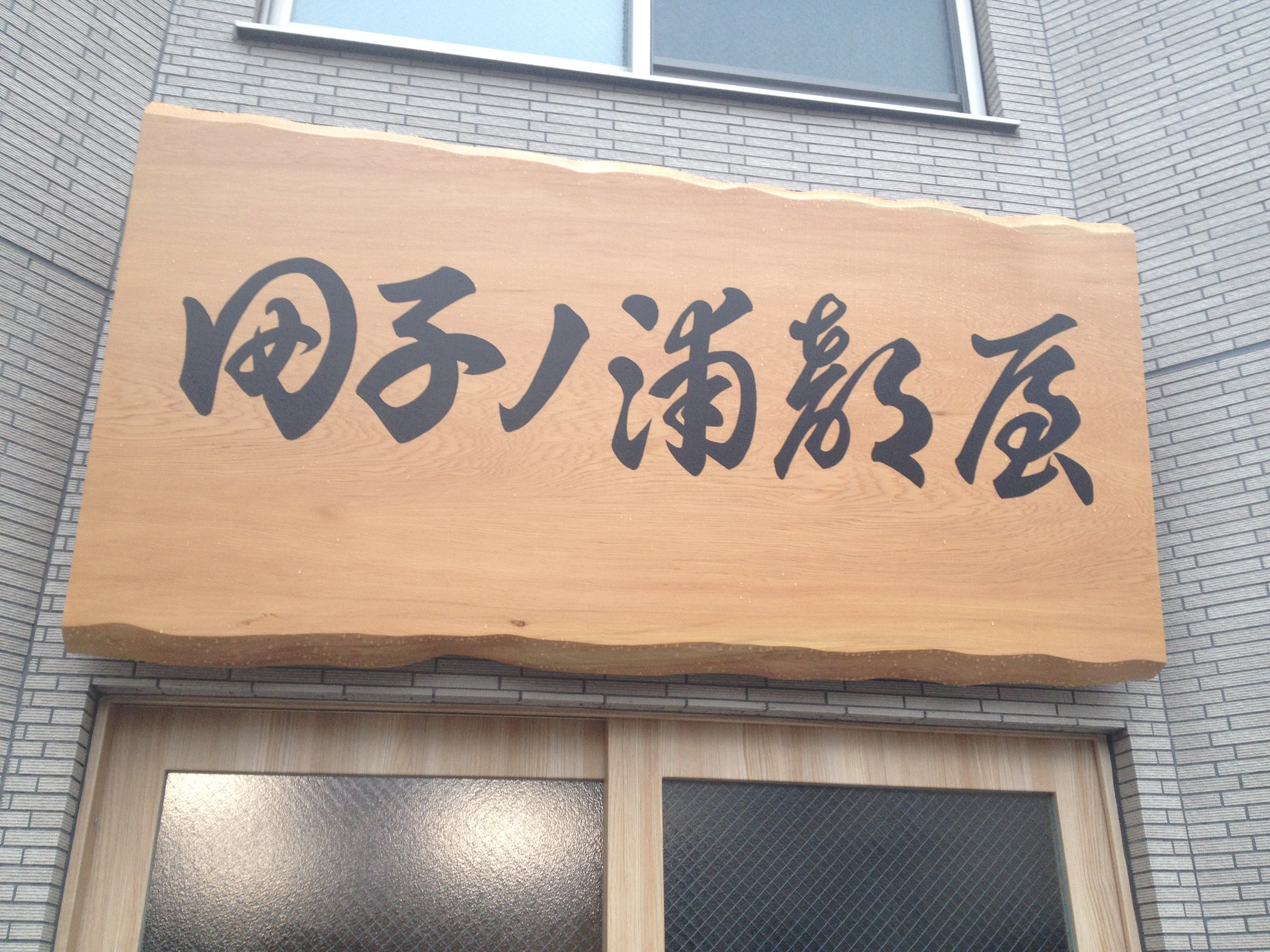
Placa de madera con el nombre del Establo Tagonoura (2013)

El Establo Tagonoura (田子ノ浦部屋, Tagonoura-beya), anteriormente conocido como el Establo Naruto, es un establo de entrenamiento de sumo profesional. El recinto forma parte del ichimon Nishonoseki.
Fue fundado como el establo Naruto el 1 de febrero de 1989 por el ex yokozuna Takanosato Toshihide. El primer sekitori producido por el establo fue Rikiō en 1994. A este le siguieron Wakanosato, Takanowaka, Takayasu y Kisenosato, todos habiendo alcanzado el rango de sekiwake. Takayasu logró obtener su promoción a ōzeki en 2017, y Kisenosato se convirtió en el septuagésimo segundo (72°) yokozuna, siendo el primero producido por el establo. El establecimiento tiene reputación de ser cerrado, ya que el maestro Naruto no le permitía a sus luchadores salir a entrenar con otros establos (lo cual es inusual en el sumo) o socializar con luchadores diferentes.
Naruto falleció súbitamente el 7 de noviembre de 2011. El actual maestro y dueño del establo es el ex maegashira Takanotsuru, el cual cambio su nombre de maestro/anciano en diciembre de 2013, renombrando el establo como el establo Tagonoura. Tras el cambio de nombre, el establo también fue mudado de la ciudad de Matsudo, prefectura de Chiba, al área de Ryōgoku en la ciudad de Tokio. El establo no tiene ninguna relación con el antiguo establo Tagonoura fundado por el difunto ex maegashira Kushimaumi. Para enero de 2023, el establo poseía un total de 13 luchadores.
El establo no participó en el torneo de enero de 2022 después de que cuatro de sus miembros, incluyendo al maestro, dieran positivo para COVID-19. El establo se retiró por segunda vez en julio de 2022 después de que tres de sus luchadores, incluyendo a Takayasu, dieran positivo para el virus.

## Nombres de ring
Varios luchadores de este establo han adoptado nombres de ring o shikona con el sufijo "-sato" (里), significando aldea o lugar nativo, y extraído del nombre del antiguo maestro y fundador del establo, el ex yokozuna Takanosato.

## Dueños
- 2011–presente: El décimo sexto (16°) Tagonoura (shunin, ex maegashira Takanotsuru)
- 1989–2011: El décimo tercer (13°) Naruto (el quincuagésimo noveno (59°) yokozuna Takanosato)

## Luchadores activos destacados
- Takayasu Akira (mejor rango: ōzeki)

## Exluchadores destacados
- Kisenosato Yutaka (el septuagésimo segundo (72°) yokozuna)
- Wakanosato Shinobu (mejor rango: sekiwake)
- Takanowaka Yūki (mejor rango: sekiwake)
- Takanotsuru Shinichi (mejor rango: maegashira)
- Takanoyama Shuntarō (mejor rango: maegashira)

## Entrenadores
- Vacante

## Gyōji
- Kimura Takao (jūryō gyōji, de nombre real: Keiichirō Shigeyama)

## Yobidashi
- Mitsuaki (makuuchi yobidashi, de nombre real: Mitsuaki Kanai)

## Tokoyama
- Tokonaru (tokoyama de segunda clase)

## Ubicación y acceso
Higashi Koiwa 4-9-20, barrio especial de Edogawa, Tokio. A 10 minutos caminando desde la Estación Koiwa (Línea Sōbu)